# قزل-ییلدیز (آق‌مولا)
قزل-ییلدیز (به قزاقی: Kyzylzhulduz) یک منطقهٔ مسکونی در قزاقستان است که در استان آق‌مولا واقع شده‌است. قزل-ییلدیز ۶۵ نفر جمعیت دارد.